# 삼락생태공원
삼락생태공원(三樂生態公園, Samnak Ecological Park)은 대한민국 부산광역시에 있는 공원 및 스포츠 시설이다. 천연잔디 필드가 갖춰진 경기장이며, 1997년에 준공되었다.

## 참고 문헌
- “삼락생태공원”. 낙동강관리본부.
- 《2023 전국 공공체육시설 현황 (2022년 12월말 기준)》. 대한민국 문화체육관광부. 2024.